# Lays from Afar
Lays From Afar è il terzo  album in studio della band Melodic death metal tedesca Suidakra.

## Tracce
1. A Darksome Path – 4:35
2. Chants of Lethe – 4:31
3. The Well of Might – 4:03
4. The Hidden Quest – 3:52
5. Morrigan – 3:49
6. Peregrin – 1:24
7. Wasted Lands – 4:35
8. Strayed in Nowhere – 4:19
9. Airne – 1:08
10. Lays from Afar – 4:35
11. Foggy Dew – 1:18

## Formazione
- Arkadius Antonik – chitarre, voce death, basso elettrico
- Marcel Schoenen – chitarre, voce
- Stefan Möller – batteria
- Daniela Voigt - tastiere